# Puerta del Sol Fraccionamiento
Puerta del Sol Fraccionamiento är en ort i Mexiko.   Den ligger i kommunen Ixtlahuacán de los Membrillos och delstaten Jalisco, i den centrala delen av landet, 400 km väster om huvudstaden Mexico City. Puerta del Sol Fraccionamiento ligger 1 560 meter över havet och antalet invånare är 701.
Terrängen runt Puerta del Sol Fraccionamiento är platt åt nordost, men åt sydväst är den kuperad. Runt Puerta del Sol Fraccionamiento är det tätbefolkat, med 636 invånare per kvadratkilometer. Närmaste större samhälle är Hacienda Santa Fe, 17,8 km nordväst om Puerta del Sol Fraccionamiento. I omgivningarna runt Puerta del Sol Fraccionamiento växer huvudsakligen savannskog.